# Palau de Stok
El palau de Stok està situat al districte de Ladakh (Jammu i Caixmir, Índia), proper a Leh, la capital, però a la riba esquerra de l'Indus.
Aquest palau fou reconstruït al primer quart del segle xix pel monarca de Ladakh Tsepal Thondup Namgyal (rei entre el 1790 i 1841). És l'únic palau de la regió que encara està habitat per la família reial; el 1834, quan va caure la monarquia, el rei fou destronat i va exiliar-se en aquest lloc, els seus descendents encara l'habiten. Chogyal Kunsang Namgyal va morir el 1974 i fou succeït pel seu fill Chogyal Nima Norbu. Ara els monarques no tenen cap poder polític i part del palau és ara un museu on s'exhibeixen tota mena d'estris religiosos a més dels propis de la família reial.
Arquitectònicament segueix l'estil d'altres construccions de la regió i és un reflex del palau principal, a Leh. Conserva algunes cambres i capelles amb la decoració original, també conserva elements estructurals amb fusta decorada.

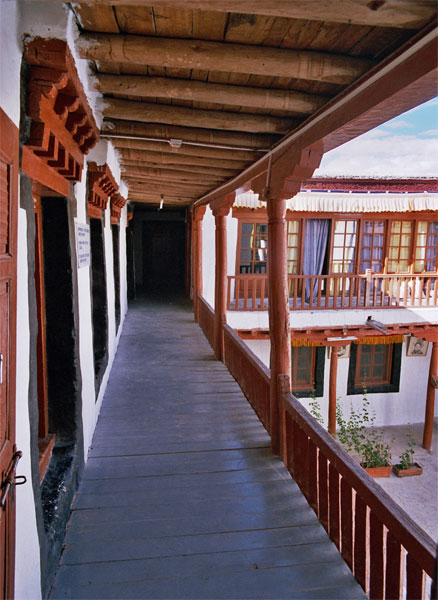
Galeria sobre un pati interior.
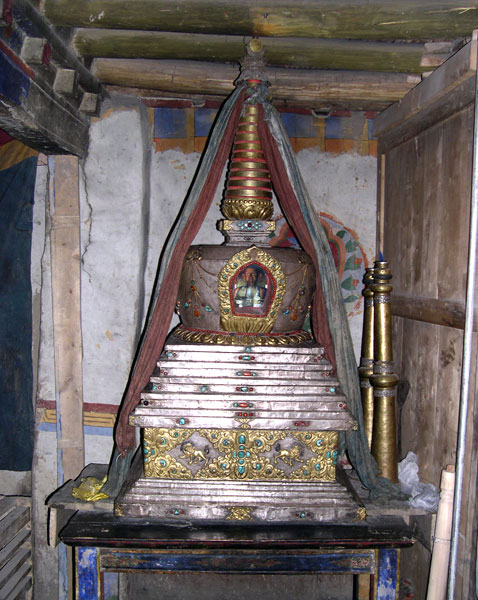
Altar.
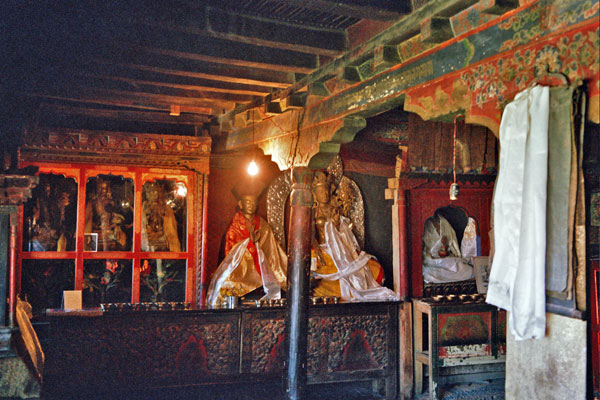
Interior.